# Mille regretz
Mille regretz es una canción polifónica en francés antiguo creada por el compositor francoflamenco Josquin des Prez (c. 1450-1521). Una famosa variación para vihuela española de esta pieza es La canción del Emperador, de Luis de Narváez, que recibió ese nombre por ser la favorita de Carlos V. La canción renacentista inspiró una misa de Cristóbal de Morales también titulada Mille regretz.

## Letra

### Original (francés antiguo)
Mille regretz de vous abandonner

Et d’eslongier vostre fache amoureuse.

J’ay si grant doeul et peine doloreuse

Qu’on me verra brief mes jours deffiner.

### En francés moderno
Mille regrets de vous abandonner

et d’être éloigné de votre visage amoureux.

J’ai si grand deuil et peine douloureuse

qu’on me verra vite mourir.

### En español
Mil pesares por abandonaros

y por estar alejado de vuestro amoroso rostro.

Siento tanto duelo y dolorosa pena

que en breve se me verá acabar mis días.